# غاز مصری
غاز مصری (نام علمی: Alopochen aegyptiaca) نام یک گونه از تیره مرغابیان است. این پرنده بومی جنوب صحرای بزرگ آفریقا و حوزه رود نیل است.

## نگارخانه

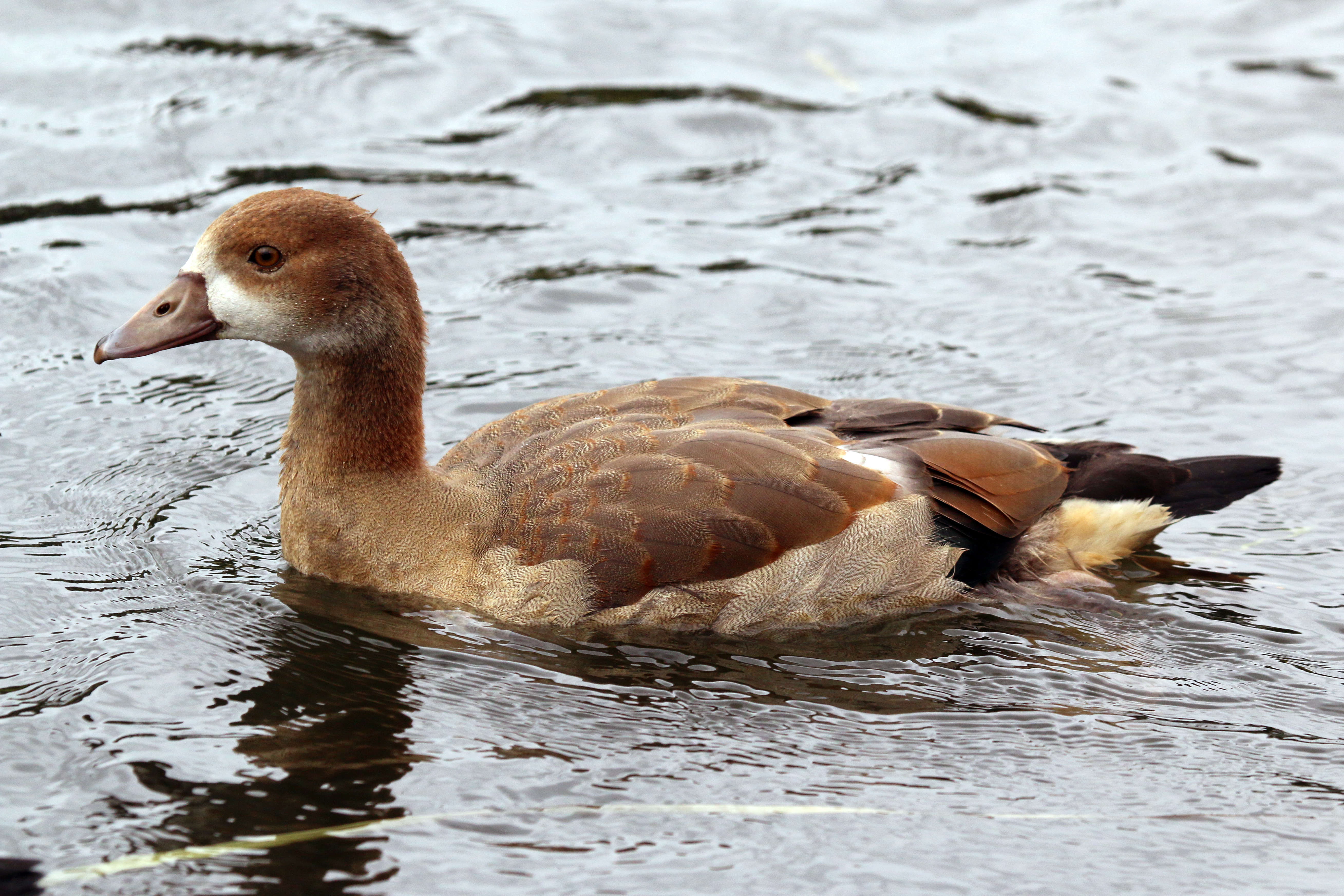
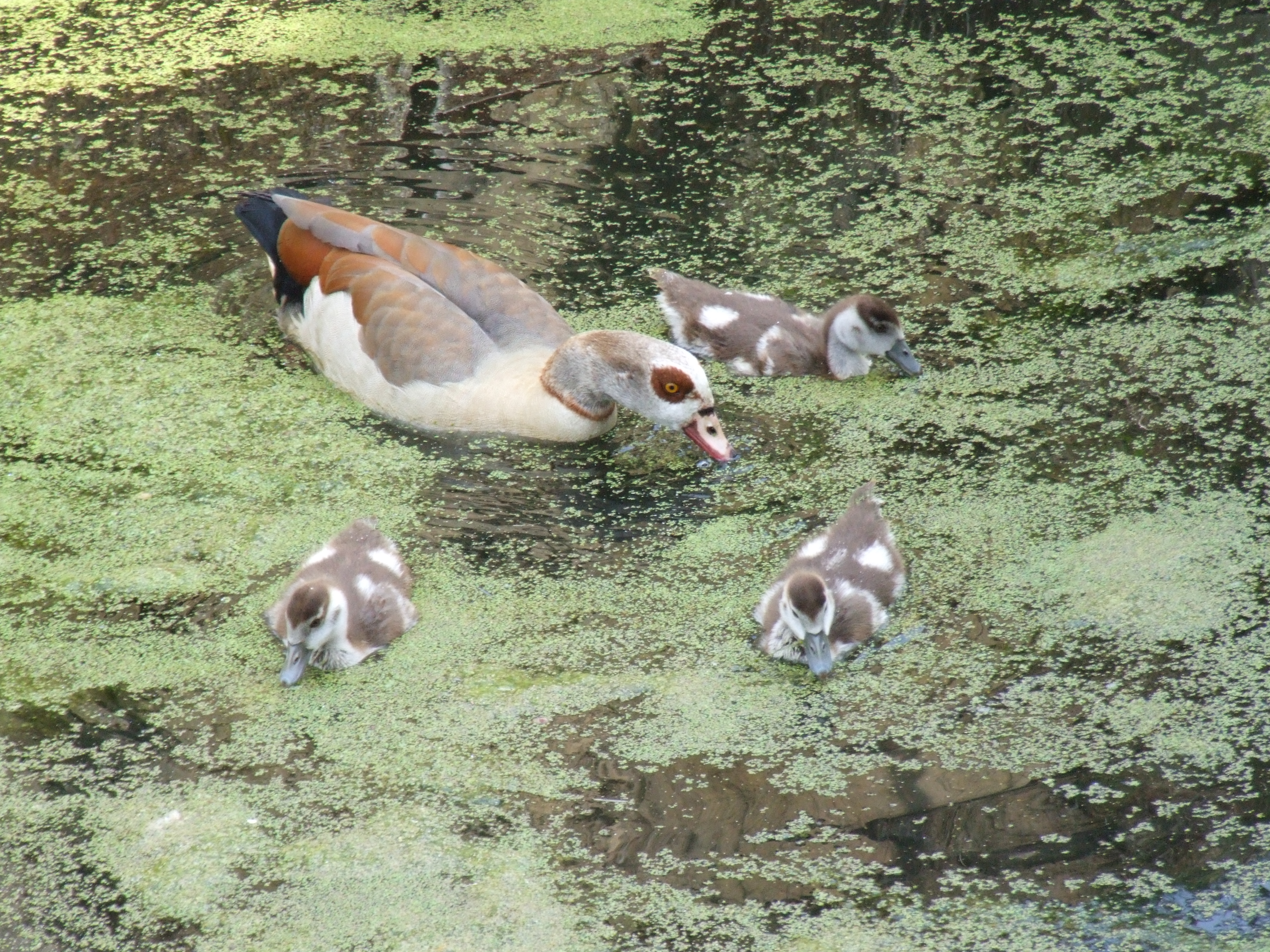
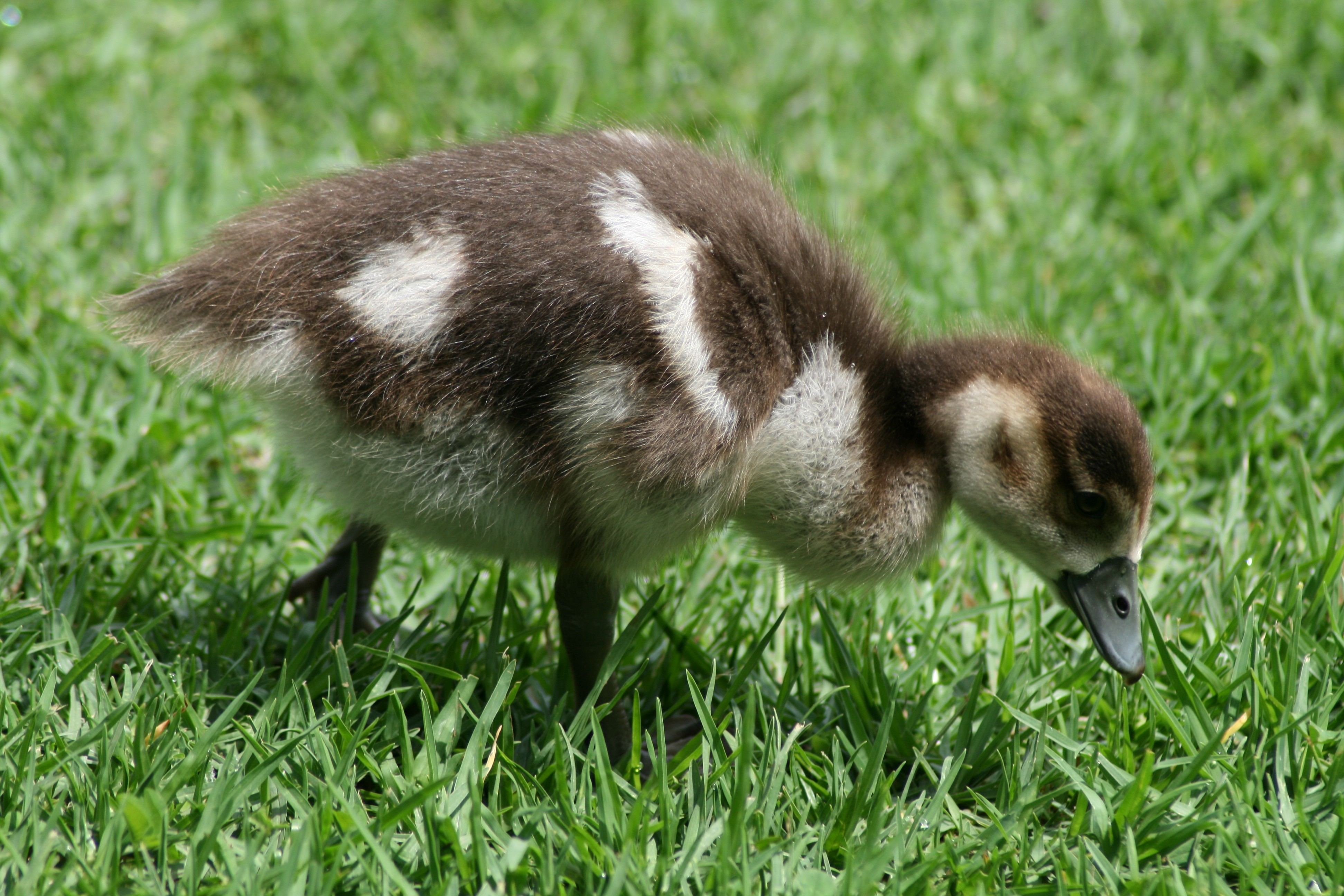
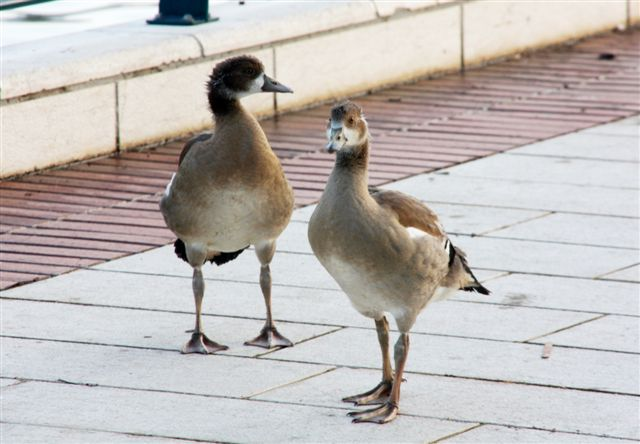
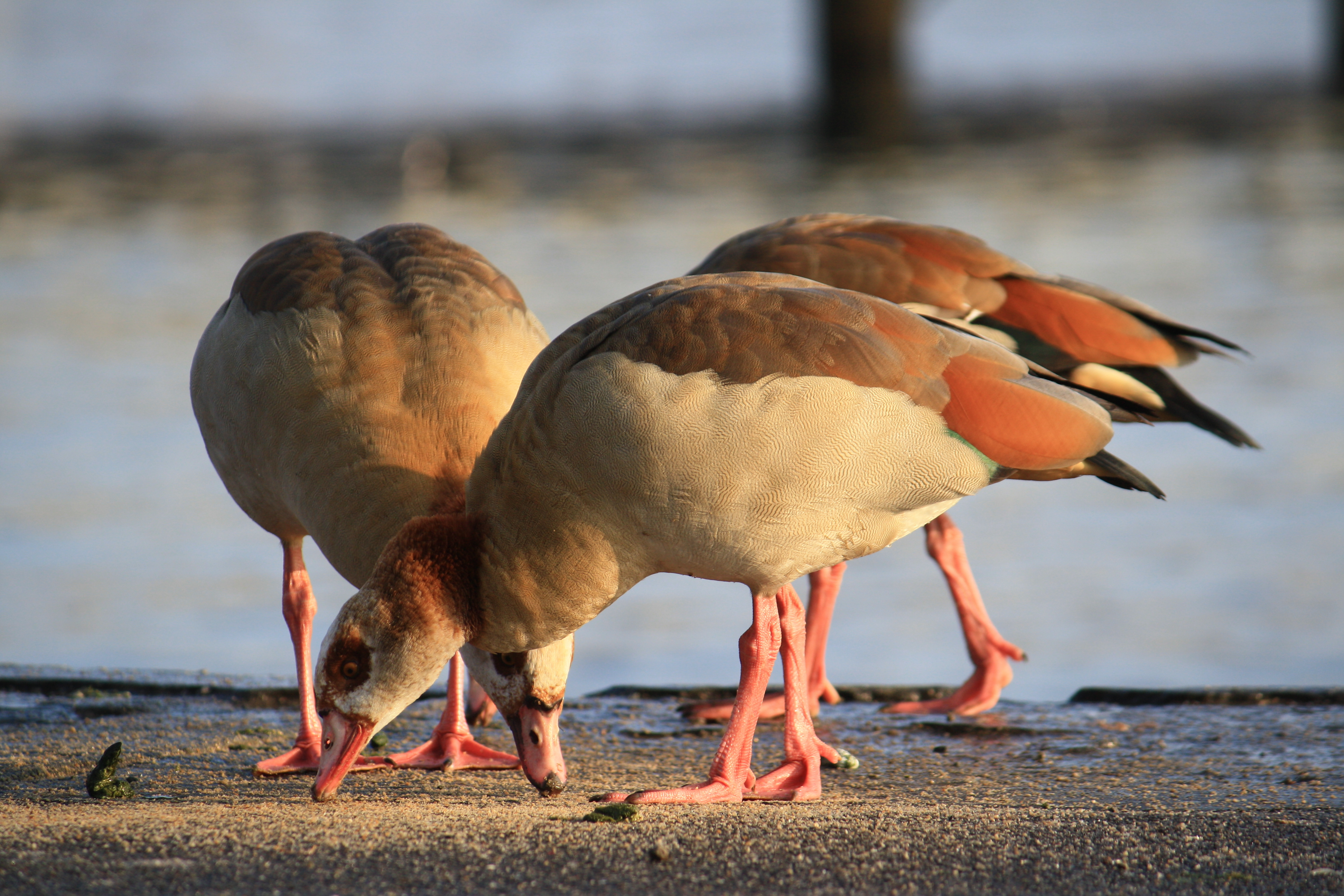
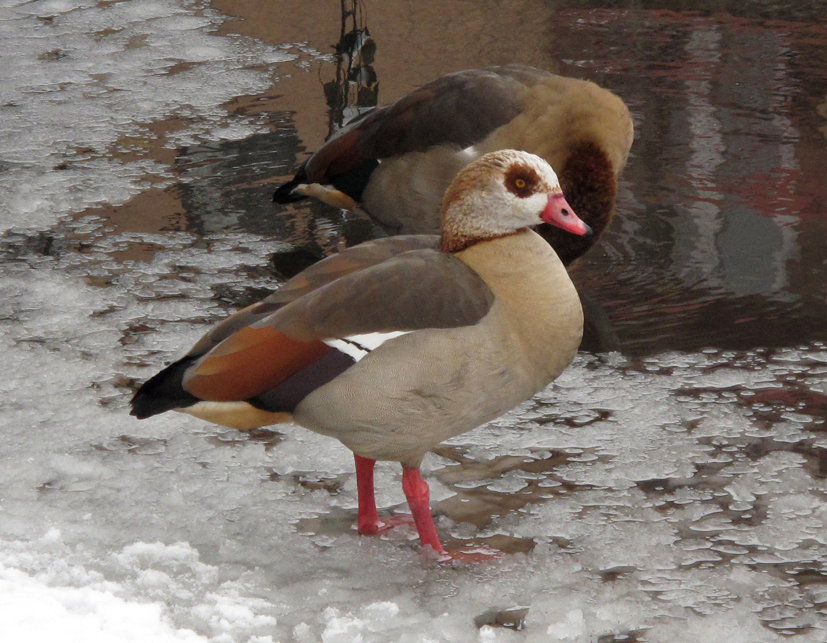
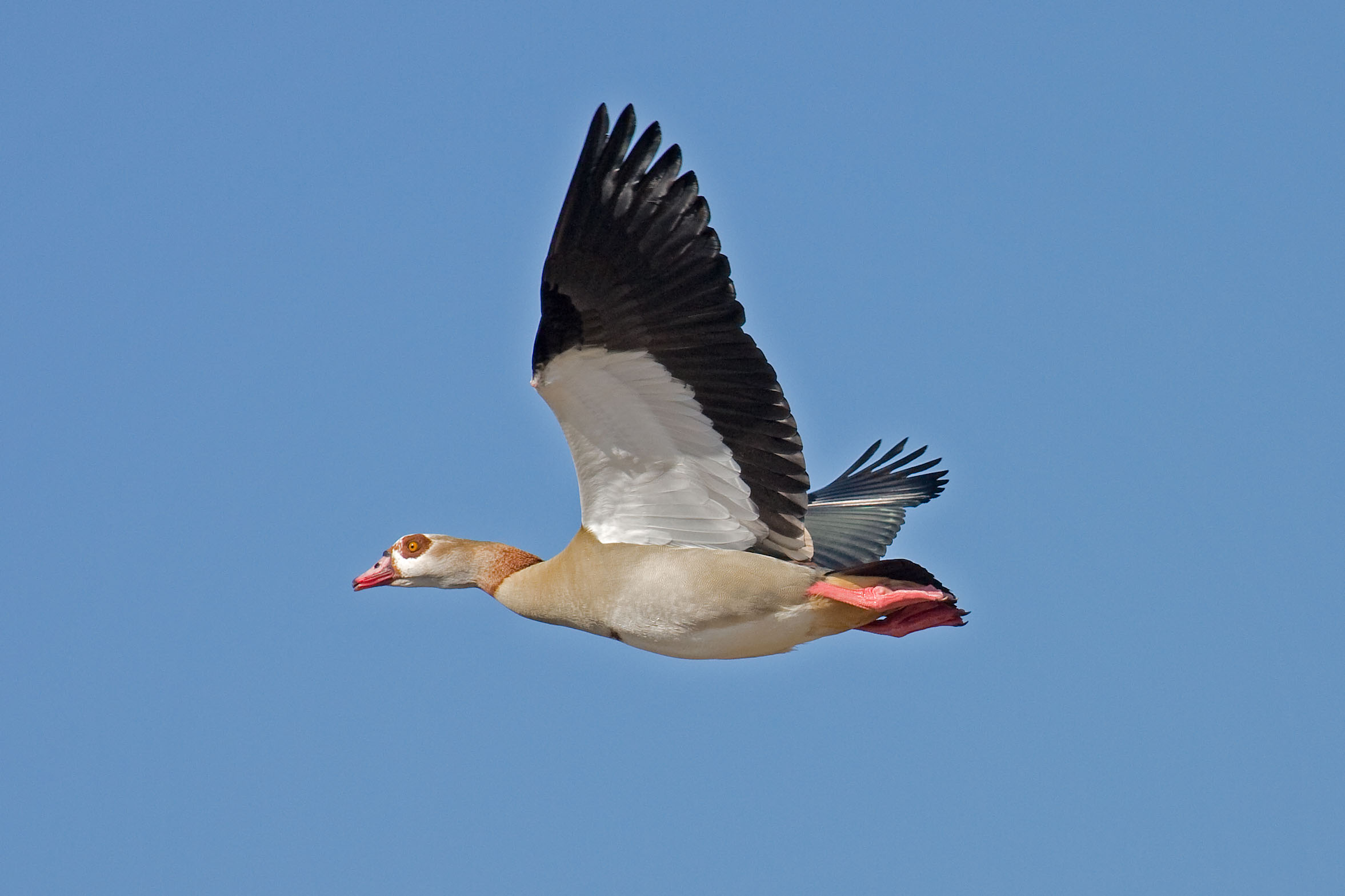
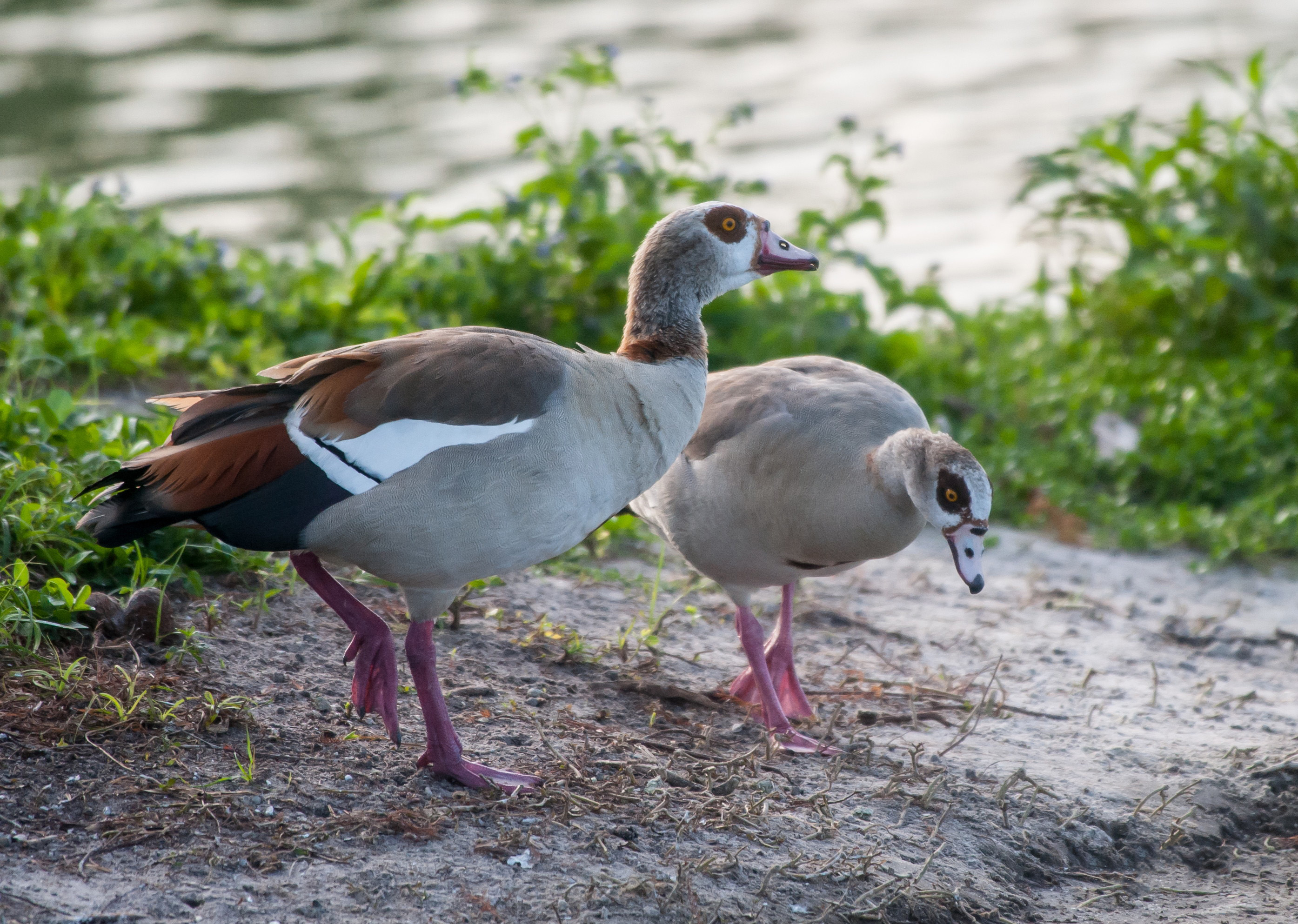
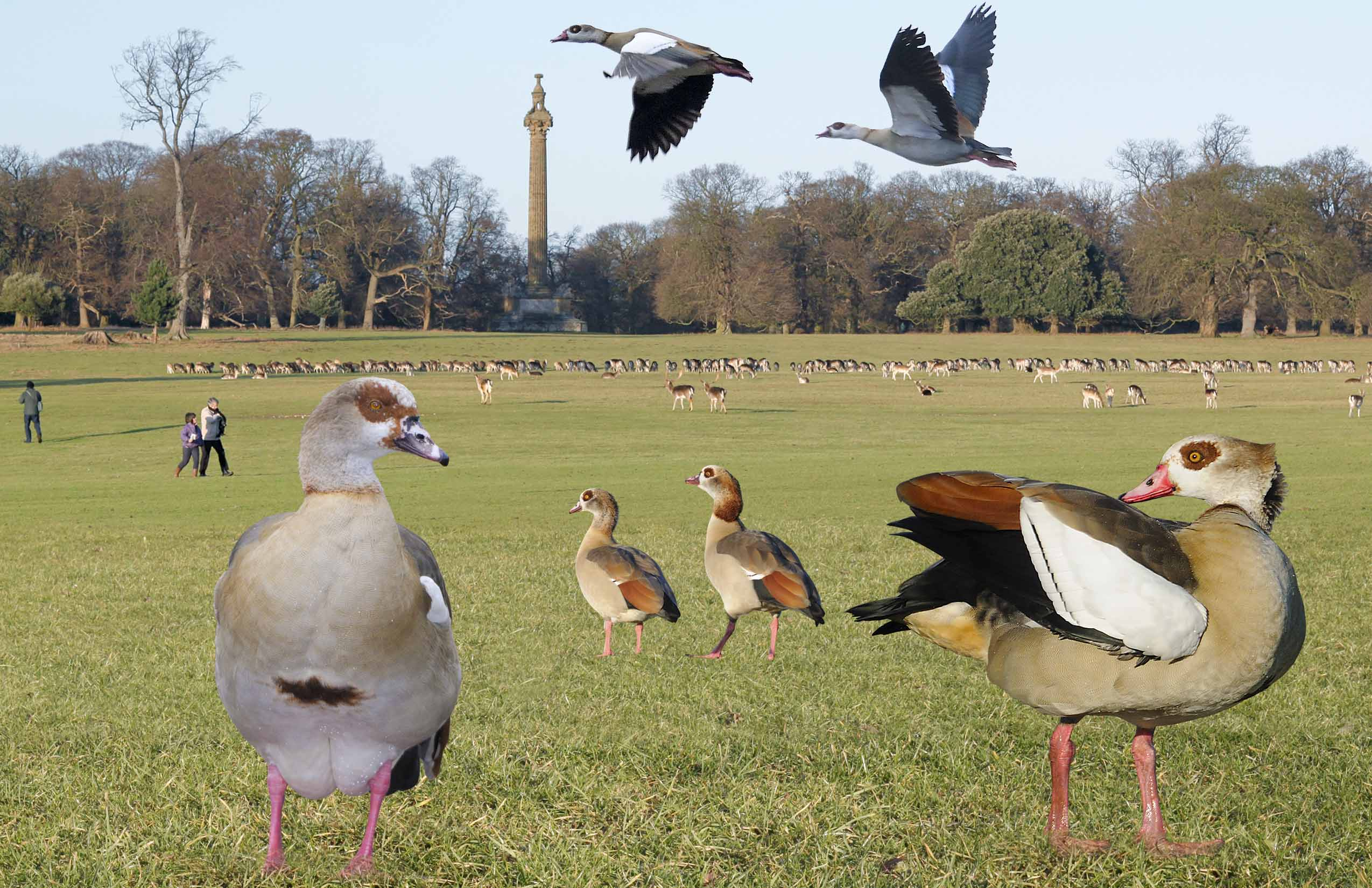
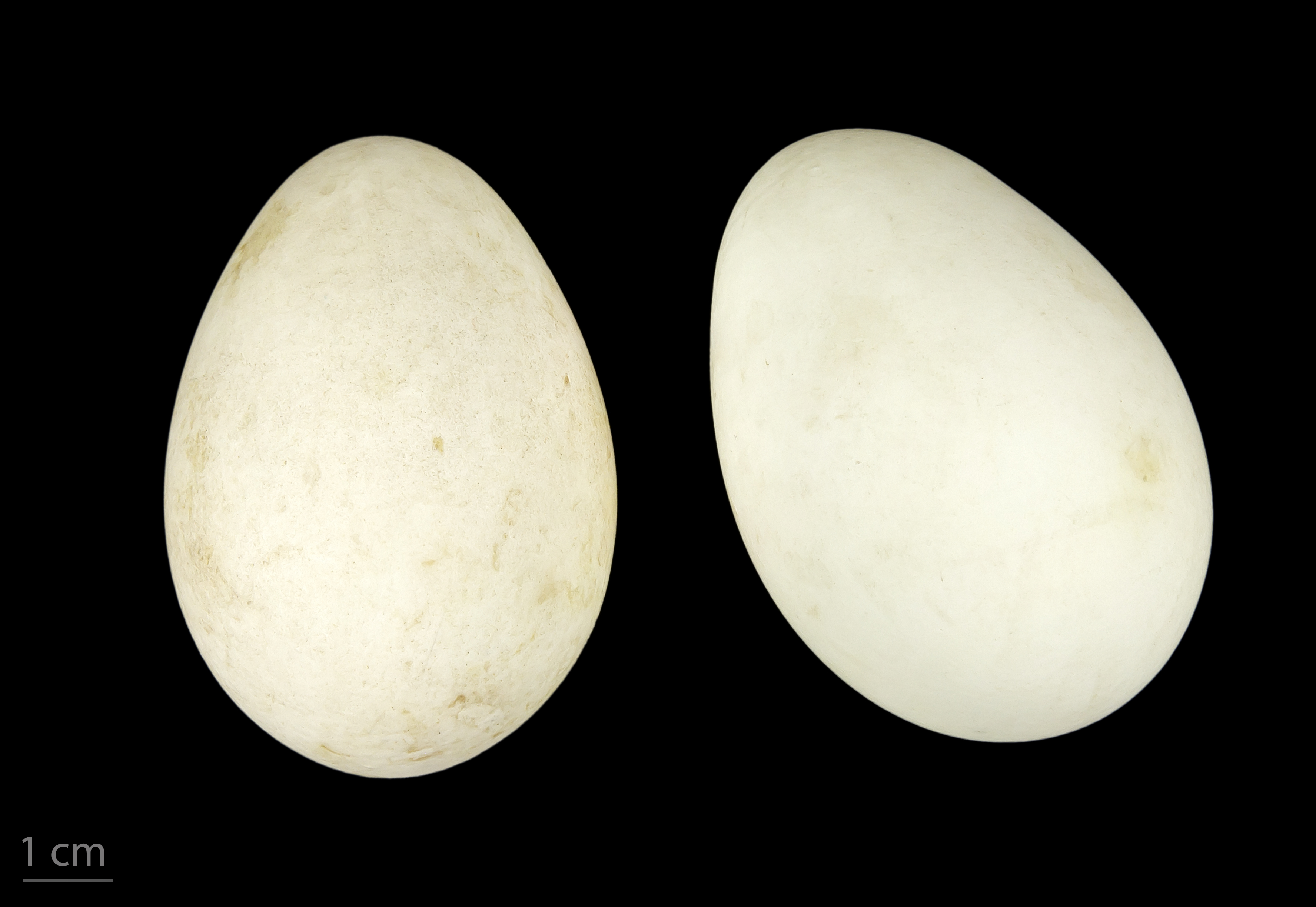
Museum specimen